# Peralejos de Abajo
Peralejos de Abajo – gmina w Hiszpanii, w prowincji Salamanka, w Kastylii i León, o powierzchni 19,68 km². W 2011 roku gmina liczyła 169 mieszkańców.